# أليخاندرو كوتينو
أليخاندرو كوتينو (بالإنجليزية: Alex Coutinho)‏ هو طبيب أوغندي، ولد في 19 يونيو 1959.